# Saint-Marcel-de-Careiret
Pour les articles homonymes, voir Saint-Marcel.
Saint-Marcel-de-Careiret est une commune française située dans le nord-est du département du Gard, en région Occitanie.
Exposée à un climat méditerranéen, elle est drainée par le ruisseau de Cuiègne, le ruisseau de Vionne et par un autre cours d'eau. La commune possède un patrimoine naturel remarquable composé d'une zone naturelle d'intérêt écologique, faunistique et floristique.
Saint-Marcel-de-Careiret est une commune rurale qui compte 873 habitants en 2022, après avoir connu une forte hausse de la population depuis 1968. Elle fait partie de l'aire d'attraction de Bagnols-sur-Cèze. Ses habitants sont appelés les Saint-Marcellois ou Saint-Marcelloises.

## Géographie
Saint-Marcel-de-Careiret est une petite commune rurale à 12 km de Bagnols-sur-Cèze, 18 km d'Uzès, 38 km d'Alès-en-Cévennes et 43 km de Nîmes.
Le territoire de la commune est assez vallonné et ne présente pas de grandes surfaces planes. Son altitude moyenne est de 212 m.
Saint-Marcel fait partie des Côtes-du-Rhône à la limite ouest de la zone d’appellation d'origine contrôlée.
Avec la réforme des collectivités territoriales, le préfet du Gard a décidé de fusionner au 1er janvier 2013 la communauté de communes des Garrigues Actives dont Saint-Marcel-de-Careiret faisait partie, avec la communauté de communes Rhône Cèze Languedoc.

### Climat
Pour des articles plus généraux, voir Climat de l'Occitanie et Climat du Gard.
En 2010, le climat de la commune est de type climat méditerranéen franc, selon une étude s'appuyant sur une série de données couvrant la période 1971-2000. En 2020, Météo-France publie une typologie des climats de la France métropolitaine dans laquelle la commune est exposée à un climat méditerranéen et est dans la région climatique Provence, Languedoc-Roussillon, caractérisée par une pluviométrie faible en été, un très bon ensoleillement (2 600 h/an), un été chaud (21,5 °C), un air très sec en été, sec en toutes saisons, des vents forts (fréquence de 40 à 50 % de vents > 5 m/s) et peu de brouillards.
Pour la période 1971-2000, la température annuelle moyenne est de 13,3 °C, avec une amplitude thermique annuelle de 17,3 °C. Le cumul annuel moyen de précipitations est de 848 mm, avec 6,7 jours de précipitations en janvier et 3,3 jours en juillet. Pour la période 1991-2020, la température moyenne annuelle observée sur la station météorologique la plus proche, située sur la commune de Cavillargues à 4 km à vol d'oiseau, est de 14,1 °C et le cumul annuel moyen de précipitations est de 845,8 mm,. Pour l'avenir, les paramètres climatiques de la commune estimés pour 2050 selon différents scénarios d'émission de gaz à effet de serre sont consultables sur un site dédié publié par Météo-France en novembre 2022.

### Milieux naturels et biodiversité

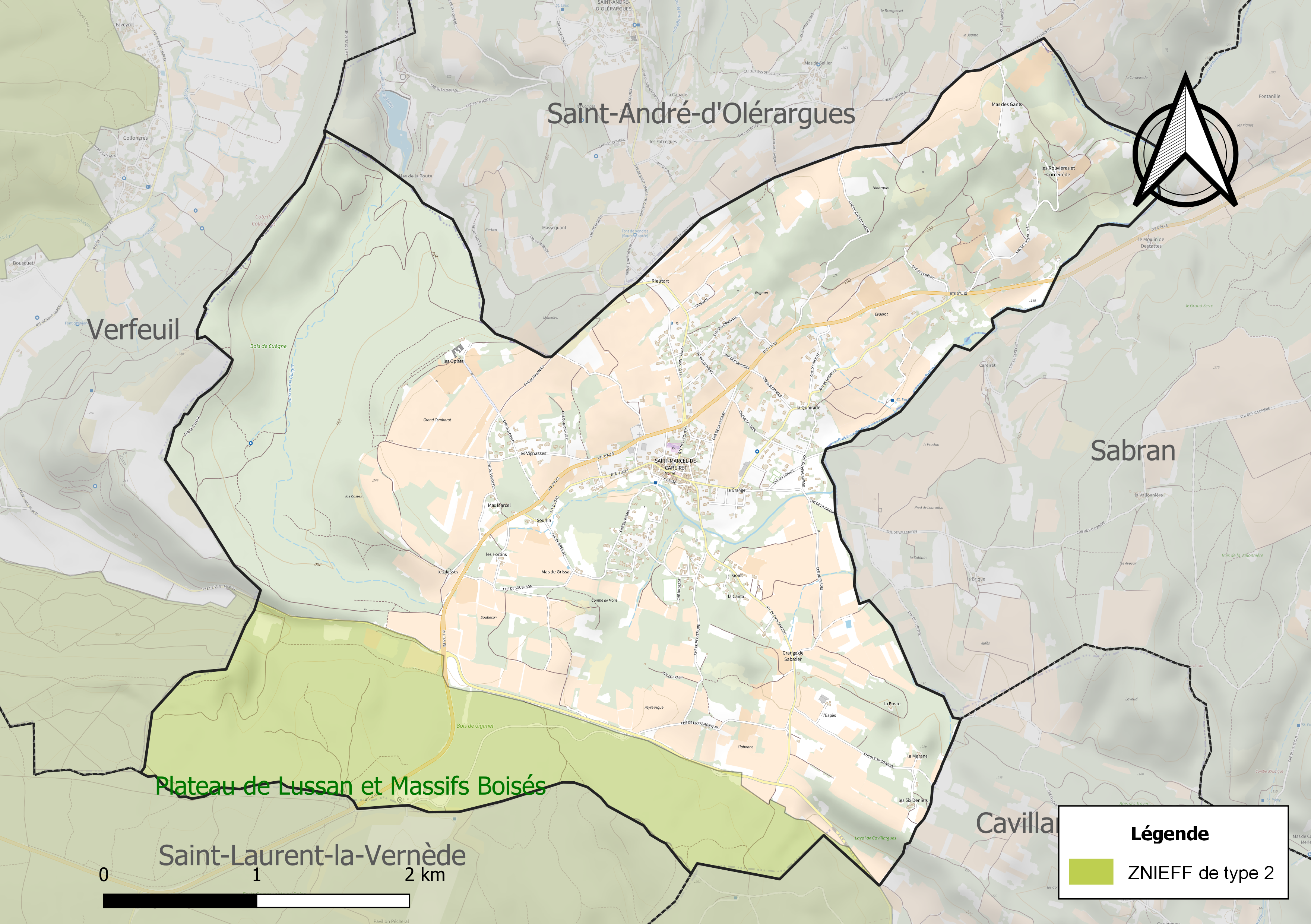
Carte de la ZNIEFF de type 2 localisée sur la commune.

L’inventaire des zones naturelles d'intérêt écologique, faunistique et floristique (ZNIEFF) a pour objectif de réaliser une couverture des zones les plus intéressantes sur le plan écologique, essentiellement dans la perspective d’améliorer la connaissance du patrimoine naturel national et de fournir aux différents décideurs un outil d’aide à la prise en compte de l’environnement dans l’aménagement du territoire.
Une ZNIEFF de type 2 est recensée sur la commune :
le « plateau de Lussan et Massifs Boisés » (37 159 ha), couvrant 40 communes du département.

## Urbanisme

### Typologie
Au 1er janvier 2024, Saint-Marcel-de-Careiret est catégorisée bourg rural, selon la nouvelle grille communale de densité à sept niveaux définie par l'Insee en 2022.
Elle est située hors unité urbaine. Par ailleurs la commune fait partie de l'aire d'attraction de Bagnols-sur-Cèze, dont elle est une commune de la couronne,. Cette aire, qui regroupe 30 communes, est catégorisée dans les aires de moins de 50 000 habitants,.

### Occupation des sols
L'occupation des sols de la commune, telle qu'elle ressort de la base de données européenne d’occupation biophysique des sols Corine Land Cover (CLC), est marquée par l'importance des territoires agricoles (48,7 % en 2018), en diminution par rapport à 1990 (50,2 %). La répartition détaillée en 2018 est la suivante :
forêts (44,1 %), cultures permanentes (35,3 %), zones agricoles hétérogènes (13,4 %), zones urbanisées (3,9 %), milieux à végétation arbustive et/ou herbacée (3,2 %). L'évolution de l’occupation des sols de la commune et de ses infrastructures peut être observée sur les différentes représentations cartographiques du territoire : la carte de Cassini (XVIIIe siècle), la carte d'état-major (1820-1866) et les cartes ou photos aériennes de l'IGN pour la période actuelle (1950 à aujourd'hui).

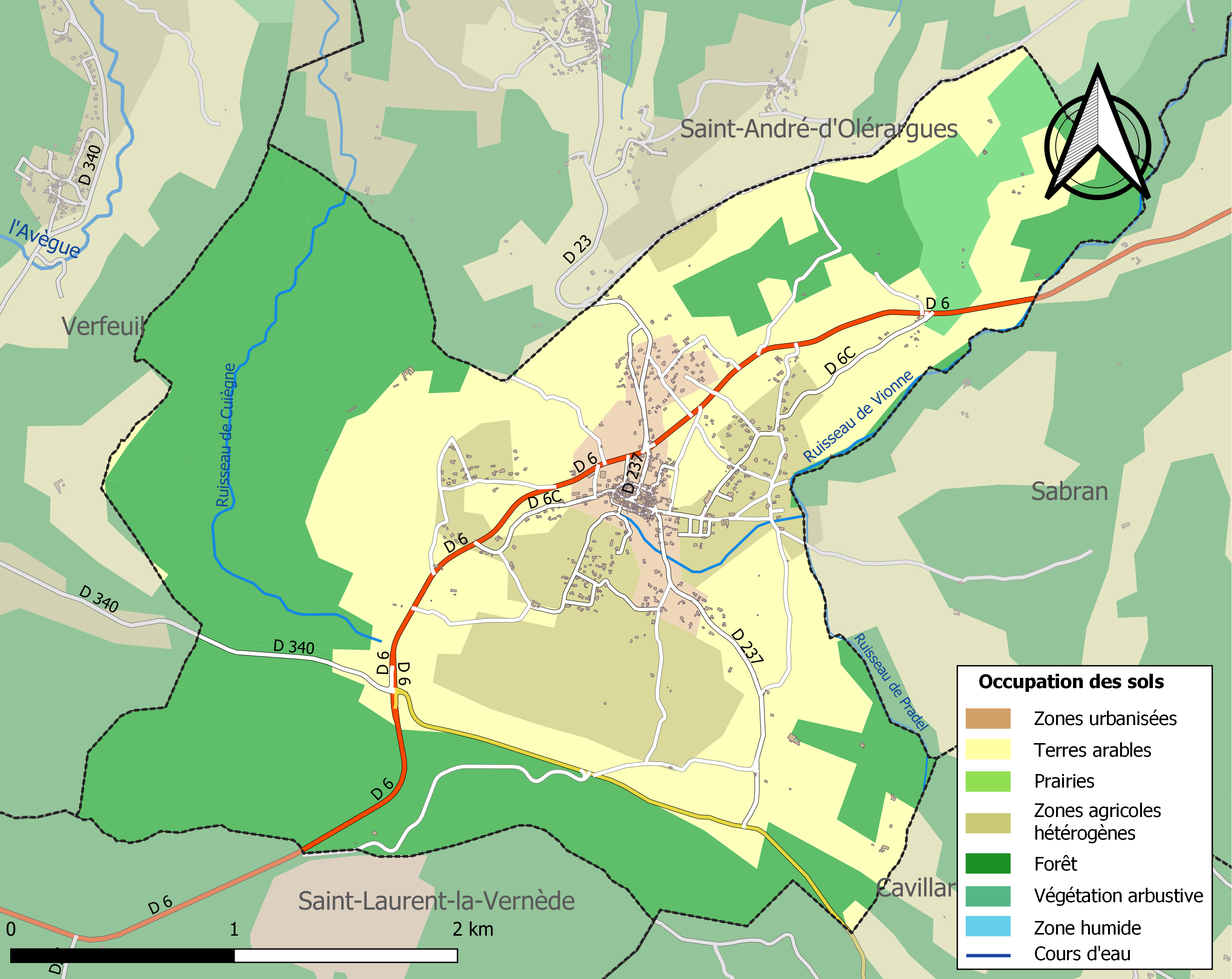
Carte des infrastructures et de l'occupation des sols de la commune en 2018 (CLC).

### Risques majeurs
Le territoire de la commune de Saint-Marcel-de-Careiret est vulnérable à différents aléas naturels : météorologiques (tempête, orage, neige, grand froid, canicule ou sécheresse), inondations, feux de forêts, mouvements de terrains et séisme (sismicité modérée). Il est également exposé à un risque technologique, le transport de matières dangereuses, et à un risque particulier : le risque de radon. Un site publié par le BRGM permet d'évaluer simplement et rapidement les risques d'un bien localisé soit par son adresse soit par le numéro de sa parcelle.

#### Risques naturels
Certaines parties du territoire communal sont susceptibles d’être affectées par le risque d’inondation par débordement de cours d'eau et par une crue torrentielle ou à montée rapide de cours d'eau, notamment La commune a été reconnue en état de catastrophe naturelle au titre des dommages causés par les inondations et coulées de boue survenues en 1982, 1983, 1997, 1998 et 2002,.

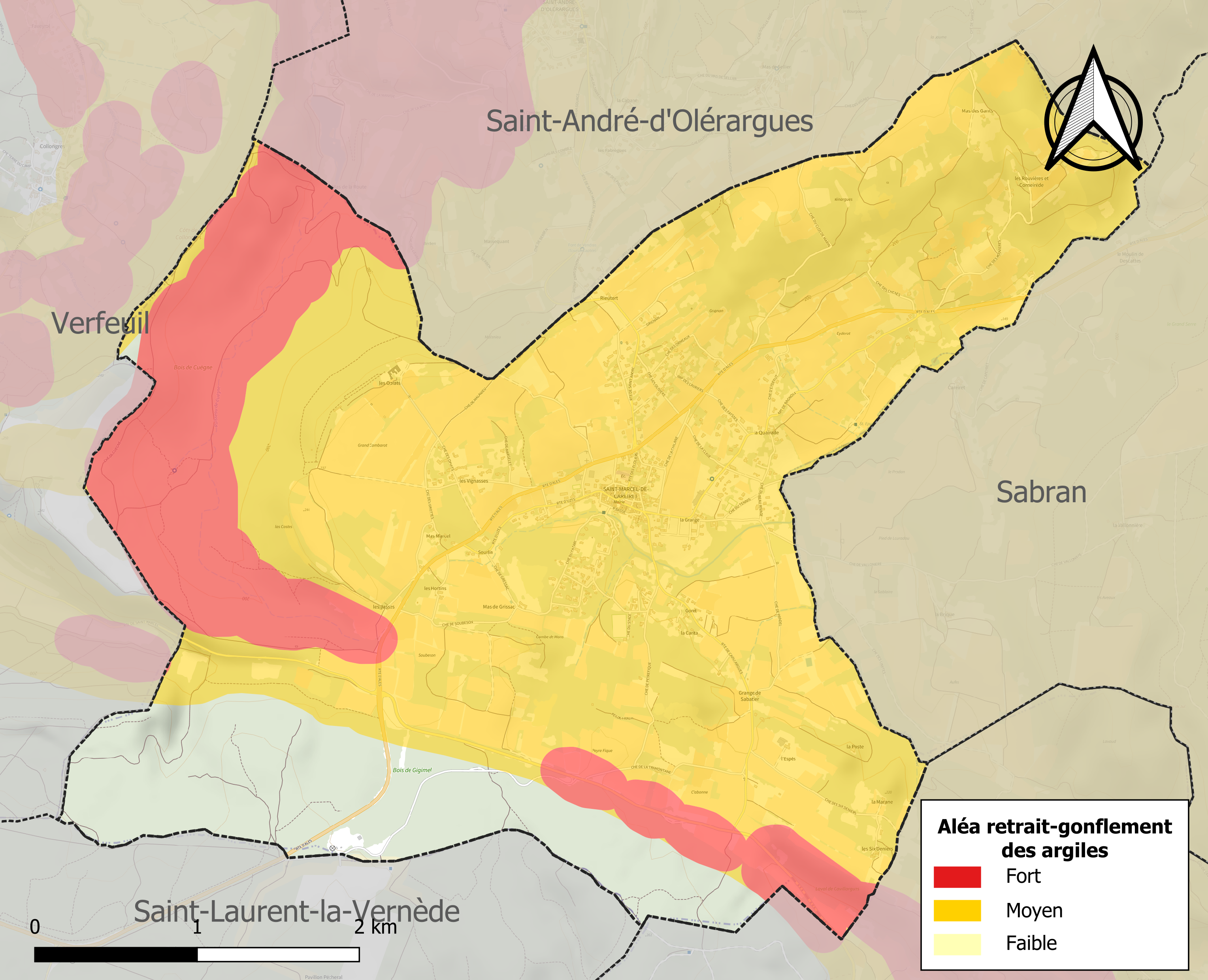
Carte des zones d'aléa retrait-gonflement des sols argileux de Saint-Marcel-de-Careiret.

La commune est vulnérable au risque de mouvements de terrains constitué principalement du retrait-gonflement des sols argileux. Cet aléa est susceptible d'engendrer des dommages importants aux bâtiments en cas d’alternance de périodes de sécheresse et de pluie. 86,8 % de la superficie communale est en aléa moyen ou fort (67,5 % au niveau départemental et 48,5 % au niveau national). Sur les 393 bâtiments dénombrés sur la commune en 2019, 393 sont en aléa moyen ou fort, soit 100 %, à comparer aux 90 % au niveau départemental et 54 % au niveau national. Une cartographie de l'exposition du territoire national au retrait gonflement des sols argileux est disponible sur le site du BRGM,.
Par ailleurs, afin de mieux appréhender le risque d’affaissement de terrain, l'inventaire national des cavités souterraines permet de localiser celles situées sur la commune.
Concernant les mouvements de terrains, la commune a été reconnue en état de catastrophe naturelle au titre des dommages causés par la sécheresse en 2017 et par des mouvements de terrain en 1983.

#### Risques technologiques
Le risque de transport de matières dangereuses sur la commune est lié à sa traversée par des infrastructures routières ou ferroviaires importantes ou la présence d'une canalisation de transport d'hydrocarbures. Un accident se produisant sur de telles infrastructures est en effet susceptible d’avoir des effets graves au bâti ou aux personnes jusqu’à 350 m, selon la nature du matériau transporté. Des dispositions d’urbanisme peuvent être préconisées en conséquence.

#### Risque particulier
Dans plusieurs parties du territoire national, le radon, accumulé dans certains logements ou autres locaux, peut constituer une source significative d’exposition de la population aux rayonnements ionisants. Certaines communes du département sont concernées par le risque radon à un niveau plus ou moins élevé. Selon la classification de 2018, la commune de Saint-Marcel-de-Careiret est classée en zone 2, à savoir zone à potentiel radon faible mais sur lesquelles des facteurs géologiques particuliers peuvent faciliter le transfert du radon vers les bâtiments.

## Histoire
Vers 1633 Jacques Thibaut est né dans le village. Il épouse Louyse Thomasse le 4 mai 1656 à Uzès et il devient maître chapelier.
Au cours de la Révolution française, la commune a porté un temps le nom de Vione-Marcel.

## Héraldique
| Blason de Saint-Marcel-de-Careiret | Blason  | De sable à la fasce losangée d'argent et de gueules. |
| Blason de Saint-Marcel-de-Careiret | Détails | Le statut officiel du blason reste à déterminer.     |

## Politique et administration
| Période                                  | Période   | Identité                    | Étiquette | Qualité                                |
| ---------------------------------------- | --------- | --------------------------- | --------- | -------------------------------------- |
| mars 1977                                | mars 1989 | Roger Quittard              | SE        |                                        |
| mars 1989                                | mars 2014 | Christian Bonnet            | SE        |                                        |
| mars 2014                                | en cours  | Carole Sabonnadière-Bergeri | DVG       | Professeure Conseillère départementale |
| Les données manquantes sont à compléter. |           |                             |           |                                        |

La commune fait partie du Canton de Pont-Saint-Esprit avec comme conseillers départementaux, le binôme Carole Bergeri (DVG) et Christophe Serre (PS).

## Démographie
L'évolution du nombre d'habitants est connue à travers les recensements de la population effectués dans la commune depuis 1793. Pour les communes de moins de 10 000 habitants, une enquête de recensement portant sur toute la population est réalisée tous les cinq ans, les populations de référence des années intermédiaires étant quant à elles estimées par interpolation ou extrapolation. Pour la commune, le premier recensement exhaustif entrant dans le cadre du nouveau dispositif a été réalisé en 2008.

En 2022, la commune comptait 873 habitants, en évolution de +3,56 % par rapport à 2016 (Gard : +2,97 %, France hors Mayotte : +2,11 %).
| 1793 | 1800 | 1806 | 1821 | 1831 | 1836 | 1841 | 1846 | 1851 |
| ---- | ---- | ---- | ---- | ---- | ---- | ---- | ---- | ---- |
| 706  | 771  | 657  | 640  | 665  | 697  | 669  | 675  | 695  |

| 1856 | 1861 | 1866 | 1872 | 1876 | 1881 | 1886 | 1891 | 1896 |
| ---- | ---- | ---- | ---- | ---- | ---- | ---- | ---- | ---- |
| 674  | 695  | 660  | 638  | 631  | 579  | 555  | 533  | 505  |

| 1901 | 1906 | 1911 | 1921 | 1926 | 1931 | 1936 | 1946 | 1954 |
| ---- | ---- | ---- | ---- | ---- | ---- | ---- | ---- | ---- |
| 515  | 513  | 449  | 373  | 339  | 329  | 344  | 302  | 301  |

| 1962 | 1968 | 1975 | 1982 | 1990 | 1999 | 2006 | 2008 | 2013 |
| ---- | ---- | ---- | ---- | ---- | ---- | ---- | ---- | ---- |
| 332  | 314  | 349  | 461  | 554  | 616  | 676  | 693  | 834  |

| 2018 | 2022 | - | - | - | - | - | - | - |
| ---- | ---- | - | - | - | - | - | - | - |
| 847  | 873  | - | - | - | - | - | - | - |

La population de la commune augmente de façon continue depuis la Seconde Guerre mondiale avec un logement de type pavillonnaire sans création de grands ensembles ni de gros lotissements. La commune reste attachée à son ancrage rural.

## Économie

### Revenus
En 2018 (données Insee publiées en septembre 2021), la commune compte 344 ménages fiscaux, regroupant 843 personnes. La médiane du revenu disponible par unité de consommation est de 21 400 € (20 020 € dans le département).

### Emploi
|                | 2008   | 2013   | 2018   |
| -------------- | ------ | ------ | ------ |
| Commune        | 6 %    | 10,1 % | 10,9 % |
| Département    | 10,6 % | 12 %   | 12 %   |
| France entière | 8,3 %  | 10 %   | 10 %   |

En 2018, la population âgée de 15 à 64 ans s'élève à 496 personnes, parmi lesquelles on compte 74,8 % d'actifs (63,9 % ayant un emploi et 10,9 % de chômeurs) et 25,2 % d'inactifs,. En 2018, le taux de chômage communal (au sens du recensement) des 15-64 ans est inférieur à celui du département, mais supérieur à celui de la France, alors qu'en 2008 il était inférieur à celui de la France.
La commune fait partie de la couronne de l'aire d'attraction de Bagnols-sur-Cèze, du fait qu'au moins 15 % des actifs travaillent dans le pôle,. Elle compte 86 emplois en 2018, contre 111 en 2013 et 101 en 2008. Le nombre d'actifs ayant un emploi résidant dans la commune est de 325, soit un indicateur de concentration d'emploi de 26,6 % et un taux d'activité parmi les 15 ans ou plus de 56,6 %.
Sur ces 325 actifs de 15 ans ou plus ayant un emploi, 52 travaillent dans la commune, soit 16 % des habitants. Pour se rendre au travail, 92,6 % des habitants utilisent un véhicule personnel ou de fonction à quatre roues, 1,5 % les transports en commun, 3,7 % s'y rendent en deux-roues, à vélo ou à pied et 2,2 % n'ont pas besoin de transport (travail au domicile).

### Activités hors agriculture

#### Secteurs d'activités
55 établissements sont implantés à Saint-Marcel-de-Careiret au 31 décembre 2019. Le tableau ci-dessous en détaille le nombre par secteur d'activité et compare les ratios avec ceux du département,.
| Secteur d'activité                                                                                        | Commune | Commune | Département |
| Secteur d'activité                                                                                        | Nombre  | %       | %           |
| --- | ------- | ------- | ----------- |
| Ensemble                                                                                                  | 55      |         |             |
| Industrie manufacturière, industries extractives et autres                                                | 10      | 18,2 %  | (7,9 %)     |
| Construction                                                                                              | 8       | 14,5 %  | (15,5 %)    |
| Commerce de gros et de détail, transports, hébergement et restauration                                    | 12      | 21,8 %  | (30 %)      |
| Information et communication                                                                              | 1       | 1,8 %   | (2,2 %)     |
| Activités financières et d'assurance                                                                      | 1       | 1,8 %   | (3 %)       |
| Activités spécialisées, scientifiques et techniques et activités de services administratifs et de soutien | 10      | 18,2 %  | (14,9 %)    |
| Administration publique, enseignement, santé humaine et action sociale                                    | 8       | 14,5 %  | (13,5 %)    |
| Autres activités de services                                                                              | 5       | 9,1 %   | (8,8 %)     |

Le secteur du commerce de gros et de détail, des transports, de l'hébergement et de la restauration est prépondérant sur la commune puisqu'il représente 21,8 % du nombre total d'établissements de la commune (12 sur les 55 entreprises implantées à Saint-Marcel-de-Careiret), contre 30 % au niveau départemental.

#### Entreprises et commerces
L'entreprise ayant son siège social sur le territoire communal qui génère le plus de chiffre d'affaires en 2020 est :
- Laboratoire Cupissol, fabrication de matériel médico-chirurgical et dentaire (176 k€)

La commune est rurale, l'activité agricole est encore très présente (viticulture), cependant la majorité de ses habitants travaille aujourd'hui sur l'aire urbaine de Bagnols-sur-Cèze, souvent sur la zone de Marcoule.
Le village possède plusieurs commerces de proximité :
- Épicerie-Dépôt de pain,
- Café du Midi,
- Pizzeria,
- Salon de coiffure,
- Un garage automobile,
- L'ancien garage Renault (qui fut également station service) est devenu un garage spécialisé dans la compétition automobile (préparation moteur).

### Agriculture
La commune est dans les Garrigues, une petite région agricole occupant le centre du département du Gard. En 2020, l'orientation technico-économique de l'agriculture  sur la commune est la viticulture.
|               | 1988 | 2000 | 2010 | 2020 |
| ------------- | ---- | ---- | ---- | ---- |
| Exploitations | 45   | 31   | 31   | 15   |
| SAU (ha)      | 340  | 385  | 431  | 435  |

Le nombre d'exploitations agricoles en activité et ayant leur siège dans la commune est passé de 45 lors du recensement agricole de 1988  à 31 en 2000 puis à 31 en 2010 et enfin à 15 en 2020, soit une baisse de 67 % en 32 ans. Le même mouvement est observé à l'échelle du département qui a perdu pendant cette période 61 % de ses exploitations,. La surface agricole utilisée sur la commune a quant à elle augmenté, passant de 340 ha en 1988 à 435 ha en 2020. Parallèlement la surface agricole utilisée moyenne par exploitation a augmenté, passant de 8 à 29 ha.

## Festivités
Il y a chaque année, vers le 1er week-end du mois d'août, une fête votive. À cette occasion, des lâchers de taureaux dans le centre du village sont organisés.

## Culture locale et patrimoine

### Lieux et monuments

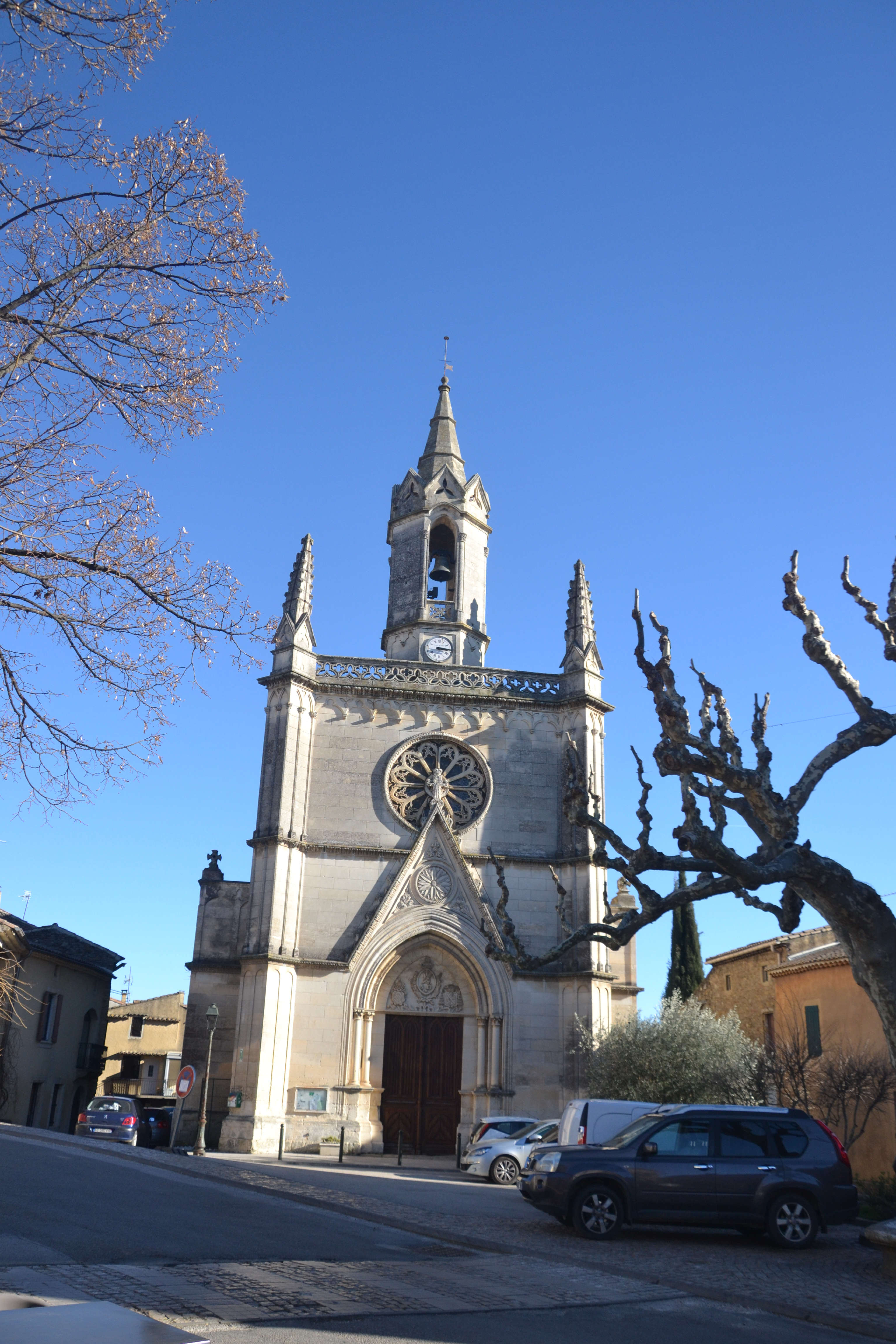
Église de Saint Marcel de Careiret

- Église Saint-Marcel, dédiée à saint Marcel, qui fut évangélisateur de Chalon-sur-Saône. Cette église du XVIIIe siècle est l'une des plus grandes du Gard Rhodanien. À l'intérieur, au fond de la nef, est conservée une précieuse stèle mérovingienne, le cippe-reliquaire ou autel-cippe de Saint-Marcel ; images.
- Source gallo-romaine (lavoir)

### Personnalités liées à la commune
- Robert Ménégoz (1926-2013), cinéaste français